# 奥尻島

奥尻島の空中写真。2017年7月5日撮影の53枚を合成作成。
。

奥尻島（おくしりとう）は、北海道南西部の日本海上に浮かぶ島。面積は142.97km2であり北海道では5番目に面積の広い島である（北方領土を除くと2位）。島全体で北海道奥尻郡奥尻町をなす。人口2,166人（2024年（令和6年）11月末現在）。

## 概要
本土の江差町から北西に61kmの日本海上にある。奥尻町の町制施行は1966年（昭和41年）1月1日である。
島の基幹産業はイカやホッケなどの漁船漁業とウニやアワビなどの磯根漁業である。西部に神威脇温泉が湧出する。
山には航空自衛隊北部航空方面隊北部航空警戒管制団第29警戒隊奥尻島分屯基地があり、レーダーサイトで日本の防空識別圏を24時間365日、領空侵犯監視を実施している。
1993年（平成5年）7月12日に起こった北海道南西沖地震では、島の南西部の青苗地区を中心に津波の被害を受け200人あまりの死者を出した。当時約4,700人ほどあった人口は、被害による転出などがあり減少傾向にある。令和2年国勢調査の人口は2,410人となっている。
北海道南西沖地震のあと、防波堤などの大規模な津波対策がなされた。スマトラ沖地震のあと、島における津波対策の先進地ということで各国の防災担当者から注目をあびることとなった。
2014年（平成26年）からは毎年6月に奥尻ムーンライトマラソンが道道39号線が封鎖され行われる。満月の月灯りのもと走るマラソン大会で、フルマラソン、ハーフマラソンがある。また、大会前日は前夜祭、大会終了後は後夜祭があり、大会参加者に島の海産物など食事が振る舞われる。

## 交通
島内には、奥尻空港があり、現在、日本航空(JAL)が平日は函館空港から1往復運航、土休日は丘珠空港から1往復それぞれ運航する。
島内の定期船は、奥尻港と江差町の間に夏季1日往復2便、冬季1日往復1便が運航する。
島内の交通手段としてフリー乗降方式の町有の路線バスが運行されている。

## 山
- 神威山（標高：584m）
  - 神威山は島内最高峰で航空自衛隊敷地内に三角点がある[5]。
- 球島山（標高：369.3m）

## 周辺の島・岩礁
奥尻島の周辺には岩礁が多数存在し、奇岩も見られる。
無縁島（むえんじま）
標高63mで奥尻島周辺の島で一番高い。
平島（ひらじま）
無縁島の隣にある平らな島。高さ10m。
室津島（むろつじま）
他の島とは違い南に5キロも離れている。高さ10m。
屏風立岩（びょうぶたていわ）
島西岸にある屏風のような大きな島。高さ37m。
その他の岩礁
- 神威岩
- 群来岩（くきいわ）
- 鍋釣岩
- モッタテ岩

## 川
- 大岩生川
- 青苗川